# Химическая завивка

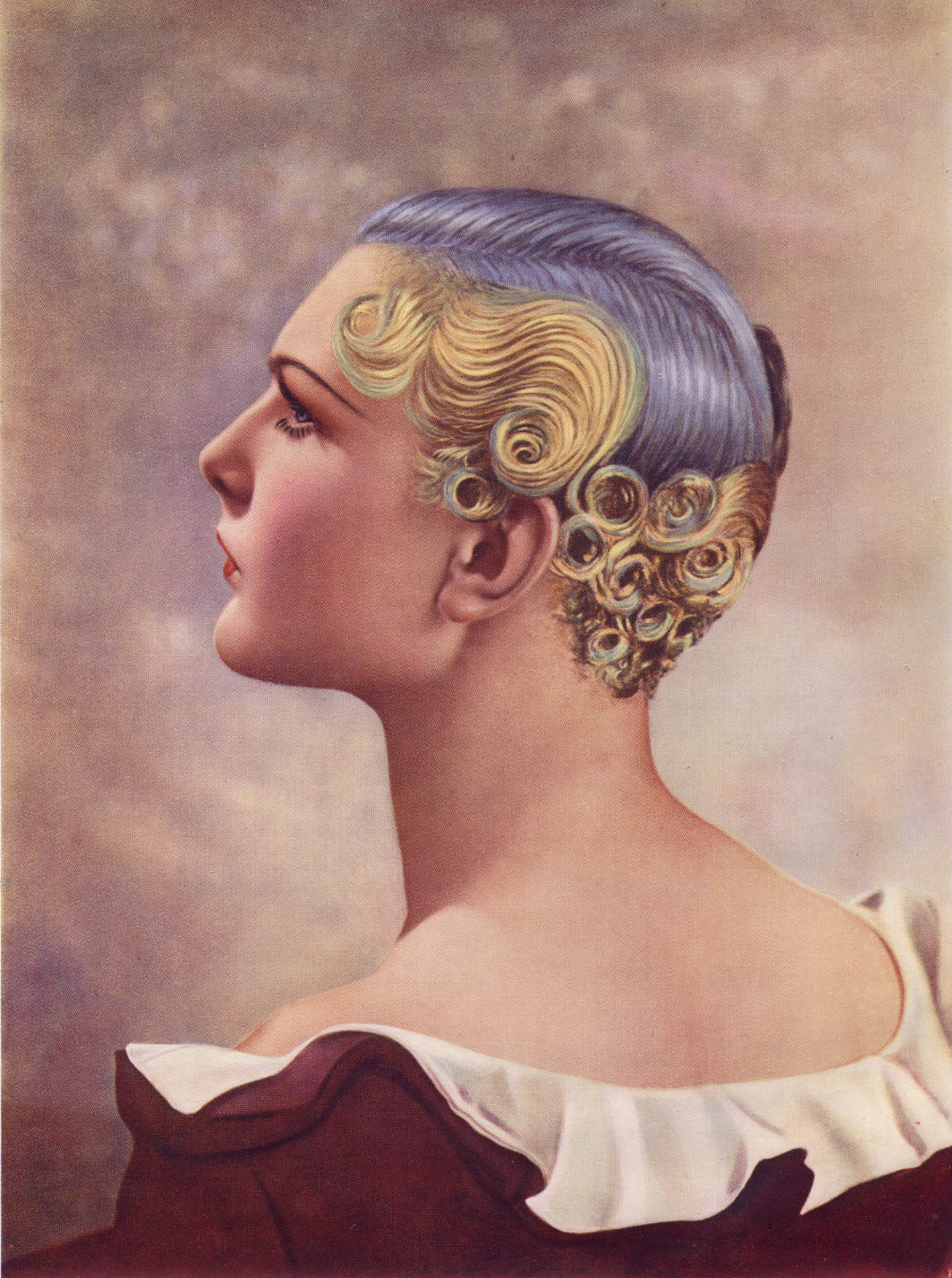
Изображение из книги 1935 года

Химическая завивка, или, коротко, химзавивка, обих. химия — химический процесс, в результате которого прямые волосы становятся завитыми. Часто этим словом обозначают соответствующую причёску.

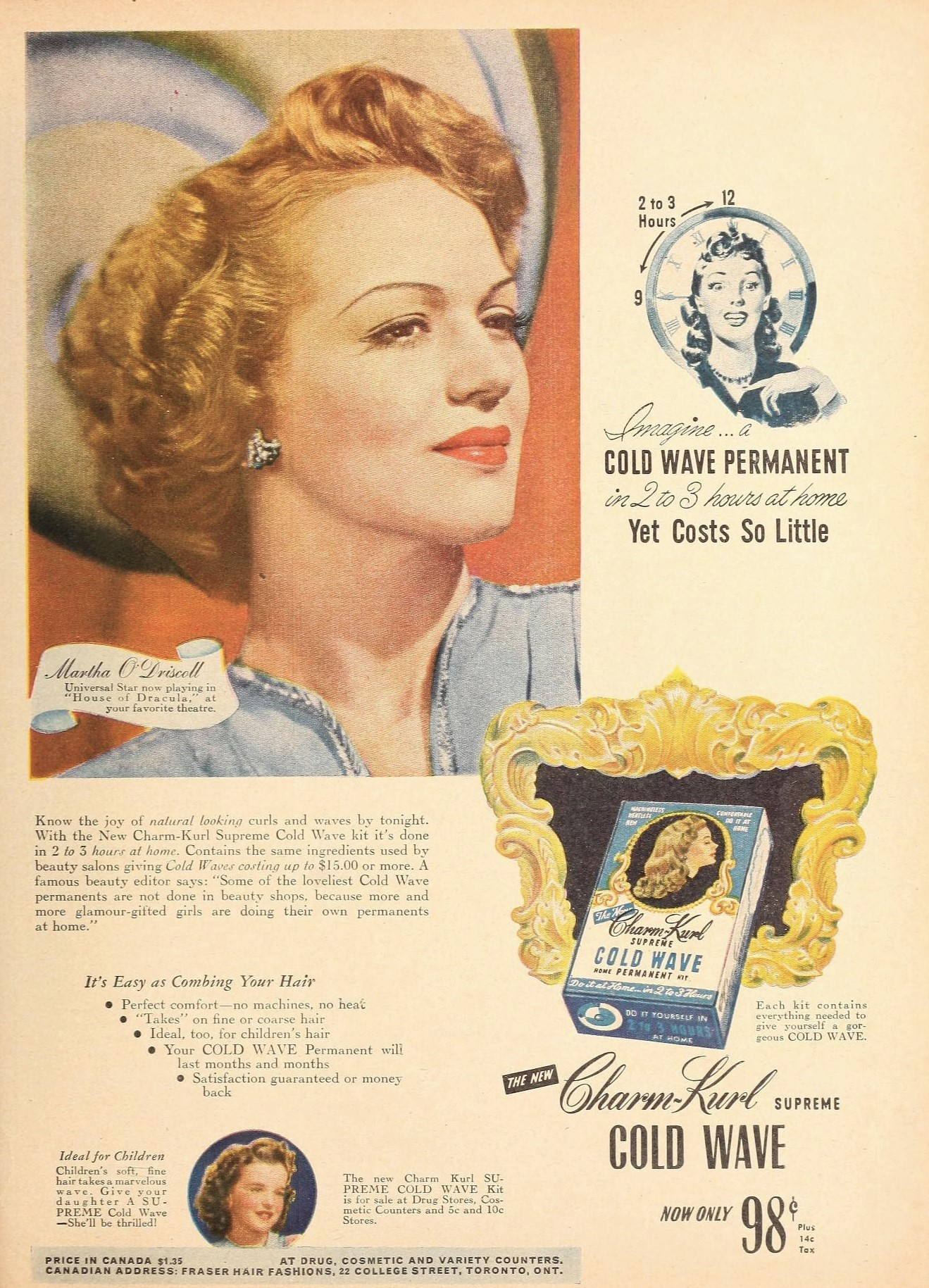
Рекламный плакат 1946 года

Преобразование волос обусловлено химической реакцией кератина волос. При этом связи цистина, которые отвечают за механическую прочность, разрываются редукцией тиогликолевой кислотой. Волосы становятся податливыми, и с помощью бигуди получают нужную форму. Окислением (используют раствор перекиси водорода) восстанавливается дисульфидная связь между другими парами цистеинов, обеспечивая прочность белковым волокнам и суперволокнам волоса в новой форме.
8 октября 1908 года Карл Людвиг Несслер впервые продемонстрировал в Лондоне химическую завивку-перманент, которая обязана своим распространением американской танцовщице Айрин Касл.